# Stefano Magnasco
Stefano Magnasco Galindo (Santiago, Región Metropolitana de Santiago, 28 de septiembre de 1992) es un futbolista chileno. Juega de lateral derecho y su actual equipo es Deportes Temuco de la Primera B de Chile.

## Trayectoria

### Universidad Católica
Egresó del Colegio Seminario Pontificio Menor de Las Condes.
Llegó a Universidad Católica a los ocho años de edad. Debutó de forma oficial en el primer equipo en 2011, en el triunfo de su equipo por 2:1 sobre Palestino, ingresando al minuto 77 en reemplazo de Marcelo Cañete. En septiembre del mismo año estuvo a prueba en el Bolton Wanderers de la Premier League inglesa; sin embargo, el club británico desistió de adquirirlo debido al alto valor del fichaje.

### FC Groningen
El 14 de junio de 2012 se hizo oficial su traspaso al FC Groningen de los Países Bajos. La transferencia, según reportó la prensa neerlandesa, tuvo un valor de 500 mil euros, firmando Magnasco un contrato por cuatro años. Debutó oficialmente el 12 de agosto, en la derrota de su equipo por 1:4 ante el FC Twente. Luego de una buena primera temporada, en su segundo año perdió continuidad lo que provocó sus ganas de volver a casa.  En esta temporada, la 2012-2013 fue compañero del holandés Virgil van Dijk .

### Regreso a Universidad Católica
El 7 de agosto de 2014 retorna al elenco que lo formó. Se consolidó como titular al ganarse el puesto de lateral derecho en el equipo. Logra ser campeón del Torneo Clausura 2016. Para la segunda parte del año Universidad Católica repetiría el título del campeonato nacional, además de ganar la Supercopa chilena de 2016.
Tras el retorno de los torneos largos, celebró el título de Primera División 2018. Al año siguiente, ganó la Supercopa de Chile 2019, y a fines de temporada nuevamente festejó un bicampeonato al quedarse con la copa de la Primera División 2019. En febrero de 2021, Universidad Católica celebró un tricampeonato al ganar el campeonato Primera División 2020, trofeo del cual Magnasco también formó parte del medallero.

### Deportes La Serena
Luego de seis años en el cuadro de la Universidad Católica, Magnasco firmó contrato como jugador libre con Deportes La Serena.

### Unión Española
En febrero de 2021 es anunciado como nuevo jugador de Unión Española.

## Estadísticas

### Clubes
| Club                         | Div           | Temporada     | Liga  | Liga  | Copas nacionales | Copas nacionales | Torneos internacionales | Torneos internacionales | Total | Total |
| Club                         | Div           | Temporada     | Part. | Goles | Part.            | Goles            | Part.                   | Goles                   | Part. | Goles |
| ---------------------------- | ------------- | ------------- | ----- | ----- | ---------------- | ---------------- | ----------------------- | ----------------------- | ----- | ----- |
| Universidad Católica · Chile | 1.ª           | 2011          | 16    | 0     | 3                | 0                | 2                       | 0                       | 21    | 0     |
| Universidad Católica · Chile | 1.ª           | 2012          | 14    | 0     | —                | —                | 5                       | 0                       | 19    | 0     |
| Groningen · Países Bajos     | 1.ª           | 2012-13       | 17    | 0     | —                | —                | —                       | —                       | 17    | 0     |
| Groningen · Países Bajos     | 1.ª           | 2013-14       | 12    | 0     | 2                | 0                | —                       | —                       | 14    | 0     |
| Groningen · Países Bajos     | Total club    | Total club    | 29    | 0     | 2                | 0                | 0                       | 0                       | 31    | 0     |
| Universidad Católica · Chile | 1.ª           | 2014-15       | 13    | 0     | —                | —                | 1                       | 0                       | 14    | 0     |
| Universidad Católica · Chile | 1.ª           | 2015-16       | 30    | 1     | 5                | 0                | 2                       | 0                       | 37    | 1     |
| Universidad Católica · Chile | 1.ª           | 2016-17       | 19    | 0     | 9                | 0                | 5                       | 0                       | 33    | 0     |
| Universidad Católica · Chile | 1.ª           | 2017          | 11    | 0     | 3                | 0                | —                       | —                       | 14    | 0     |
| Universidad Católica · Chile | 1.ª           | 2018          | 14    | 0     | 0                | 0                | —                       | —                       | 14    | 0     |
| Universidad Católica · Chile | 1.ª           | 2019          | 14    | 0     | 4                | 0                | 7                       | 0                       | 24    | 0     |
| Universidad Católica · Chile | 1.ª           | 2020          | 4     | 0     | 1                | 0                | 0                       | 0                       | 5     | 0     |
| Universidad Católica · Chile | Total club    | Total club    | 135   | 1     | 25               | 0                | 22                      | 0                       | 181   | 1     |
| Deportes La Serena · Chile   | 1.ª           | 2020          | 14    | 0     | —                | —                | —                       | —                       | 14    | 0     |
| Deportes La Serena · Chile   | Total club    | Total club    | 14    | 0     | 0                | 0                | 0                       | 0                       | 14    | 0     |
| Unión Española · Chile       | 1.ª           | 2021          | 29    | 1     | 6                | 0                | 2                       | 0                       | 37    | 1     |
| Unión Española · Chile       | 1.ª           | 2022          | 24    | 0     | 4                | 0                | 1                       | 0                       | 29    | 0     |
| Unión Española · Chile       | 1.ª           | 2023          | 6     | 1     | 2                | 0                | —                       | —                       | 8     | 1     |
| Unión Española · Chile       | 1.ª           | 2024          | 14    | 1     | 3                | 0                | —                       | —                       | 17    | 1     |
| Unión Española · Chile       | Total club    | Total club    | 73    | 3     | 15               | 0                | 3                       | 0                       | 91    | 3     |
| Deportes Temuco · Chile      | 2.ª           | 2025          | 1     | 0     | 0                | 0                | —                       | —                       | 1     | 0     |
| Deportes Temuco · Chile      | Total club    | Total club    | 1     | 0     | 0                | 0                | 0                       | 0                       | 1     | 0     |
| Total carrera                | Total carrera | Total carrera | 252   | 4     | 42               | 0                | 25                      | 0                       | 319   | 4     |
| 1. 2. 3.                     |               |               |       |       |                  |                  |                         |                         |       |       |

## Palmarés

### Campeonatos nacionales
| Título             | Equipo                    | País  | Año    |
| ------------------ | ------------------------- | ----- | ------ |
| Copa Chile         | C.D. Universidad Católica | Chile | 2011   |
| Primera División   | C.D. Universidad Católica | Chile | 2016-C |
| Supercopa de Chile | C.D. Universidad Católica | Chile | 2016   |
| Primera División   | C.D. Universidad Católica | Chile | 2016-A |
| Primera División   | C.D. Universidad Católica | Chile | 2018   |
| Supercopa de Chile | C.D. Universidad Católica | Chile | 2019   |
| Primera División   | C.D. Universidad Católica | Chile | 2019   |
| Primera División   | C.D. Universidad Católica | Chile | 2020   |